# شیطان پرادا می‌پوشد (رمان)
«شیطان پرادا می‌پوشد» (انگلیسی: The Devil Wears Prada) رمانی در ژانر ادبیات زنانه نوشتهٔ لورن ویزبرگر است که در سال ۲۰۰۳ منتشر شد و به موفقیت تجاری رسید. گفته می‌شود این رمان الهام گرفته از واقعیت است.